# Zum Alten Wirt
Das ehemalige Gasthaus Zum Alten Wirt in Hallbergmoos, einer Gemeinde im oberbayerischen Landkreis Freising, wurde 1830 vollendet. Das Gebäude an der Ludwigstraße 2 ist ein geschütztes Baudenkmal.

## Beschreibung
Der zweigeschossige Satteldachbau mit flacherem Schleppdach über dem nördlichen Anbau wurde im Stil des Klassizismus errichtet. Das ehemalige Gasthaus ist das älteste Gebäude der Gemeinde Hallbergmoos, die im Jahr 1830 mit der Gründung der Kolonistensiedlung zur Trockenlegung und Besiedlung der Moorflächen im Erdinger Moos unter Theodor von Hallberg-Broich entstand. Das Gebäude wurde 1993 unter Denkmalschutz gestellt und stand ab 1996 lange Jahre leer.
Im Jahr 2016 gab die Gemeinde Hallbergmoos bekannt, das Gebäude in den Teil eines Hotels zu integrieren. Dabei wurde der äußere Originalzustand des Gasthofes wiederhergestellt. Genutzt wird das Gebäude als Brotzeitstüberl und Seminarhaus des Hotel der Hotelgruppe Holiday Inn.

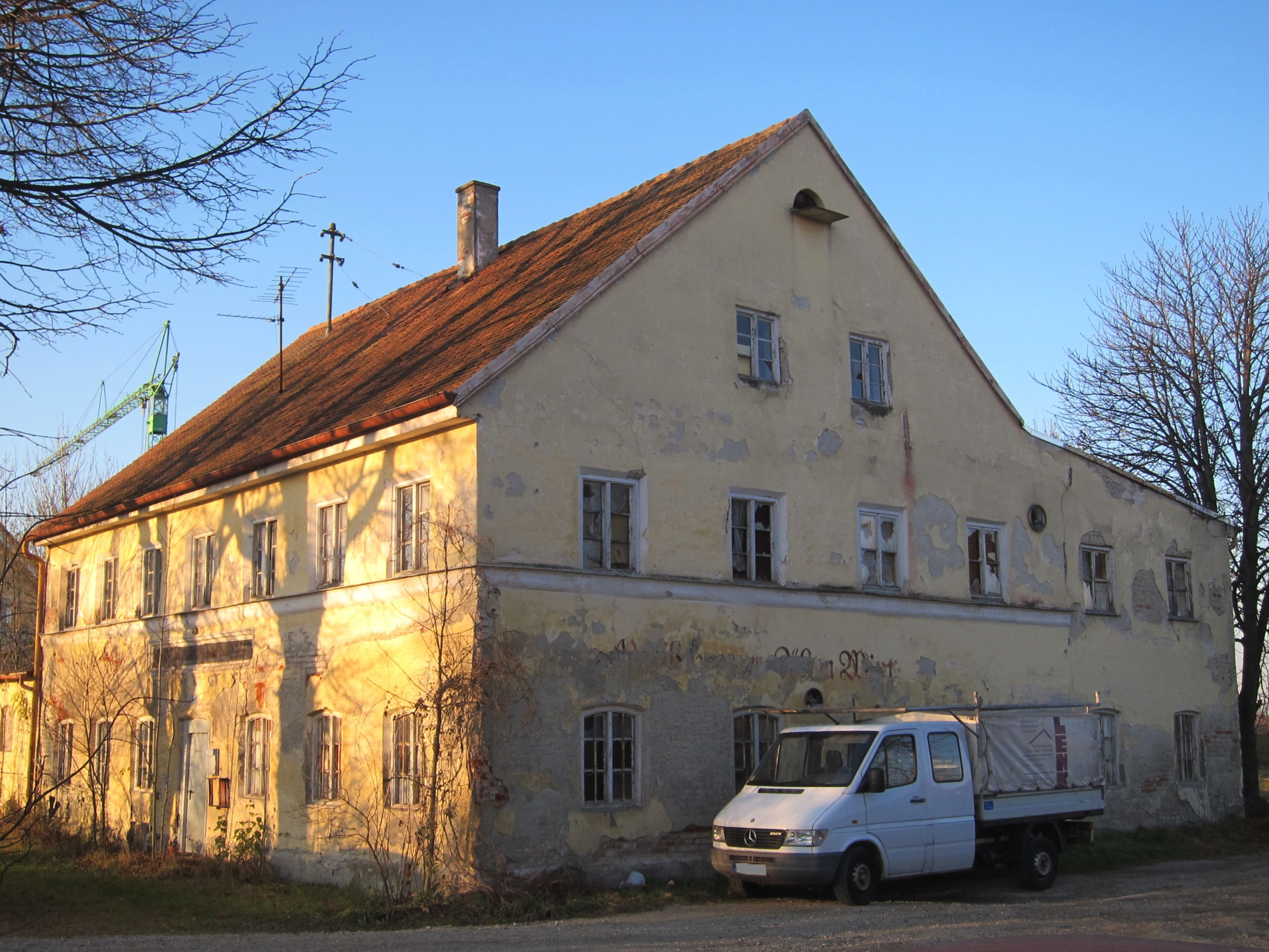
Vor der Renovierung
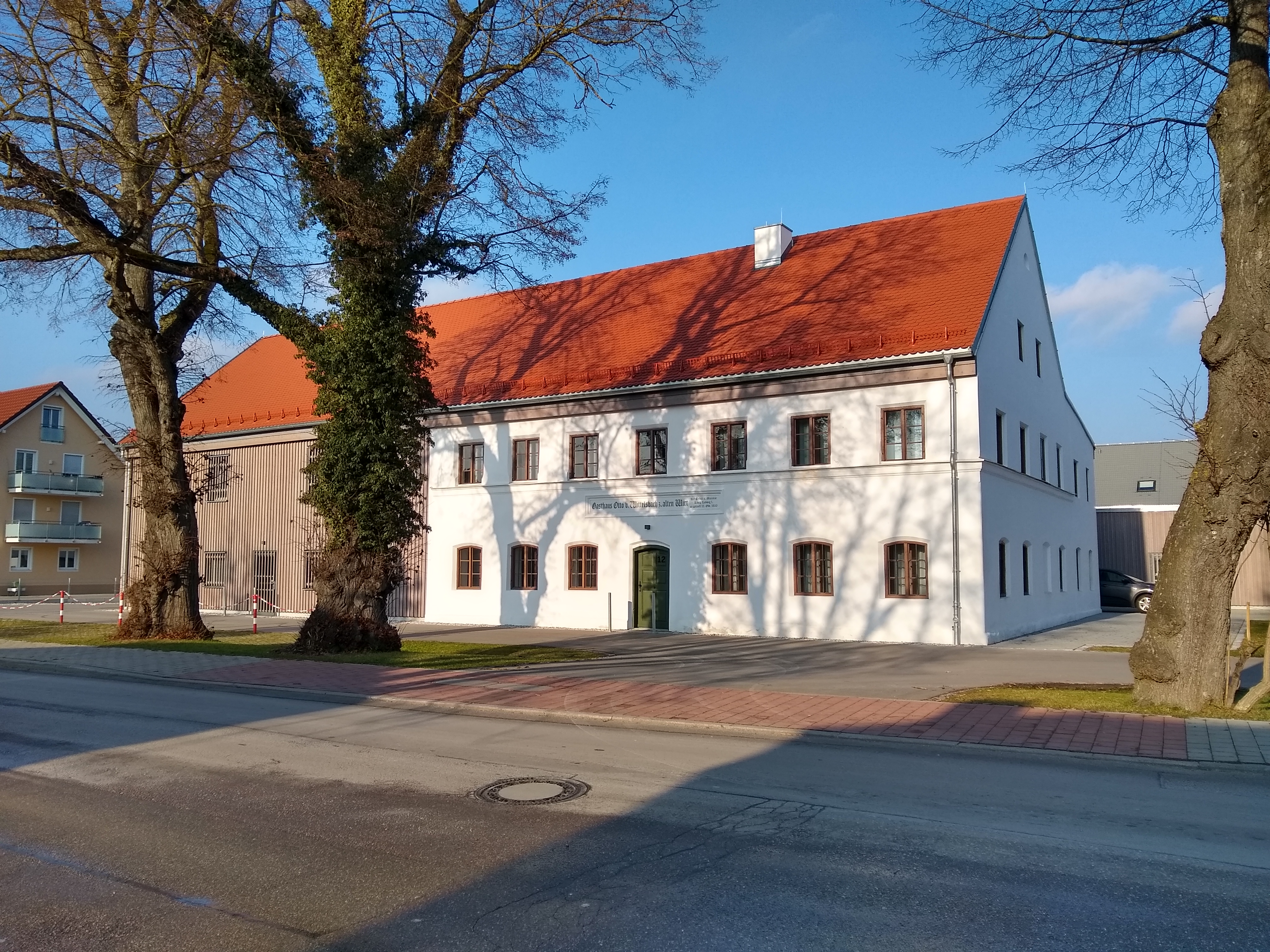
Nach dem Neubau des Hotels
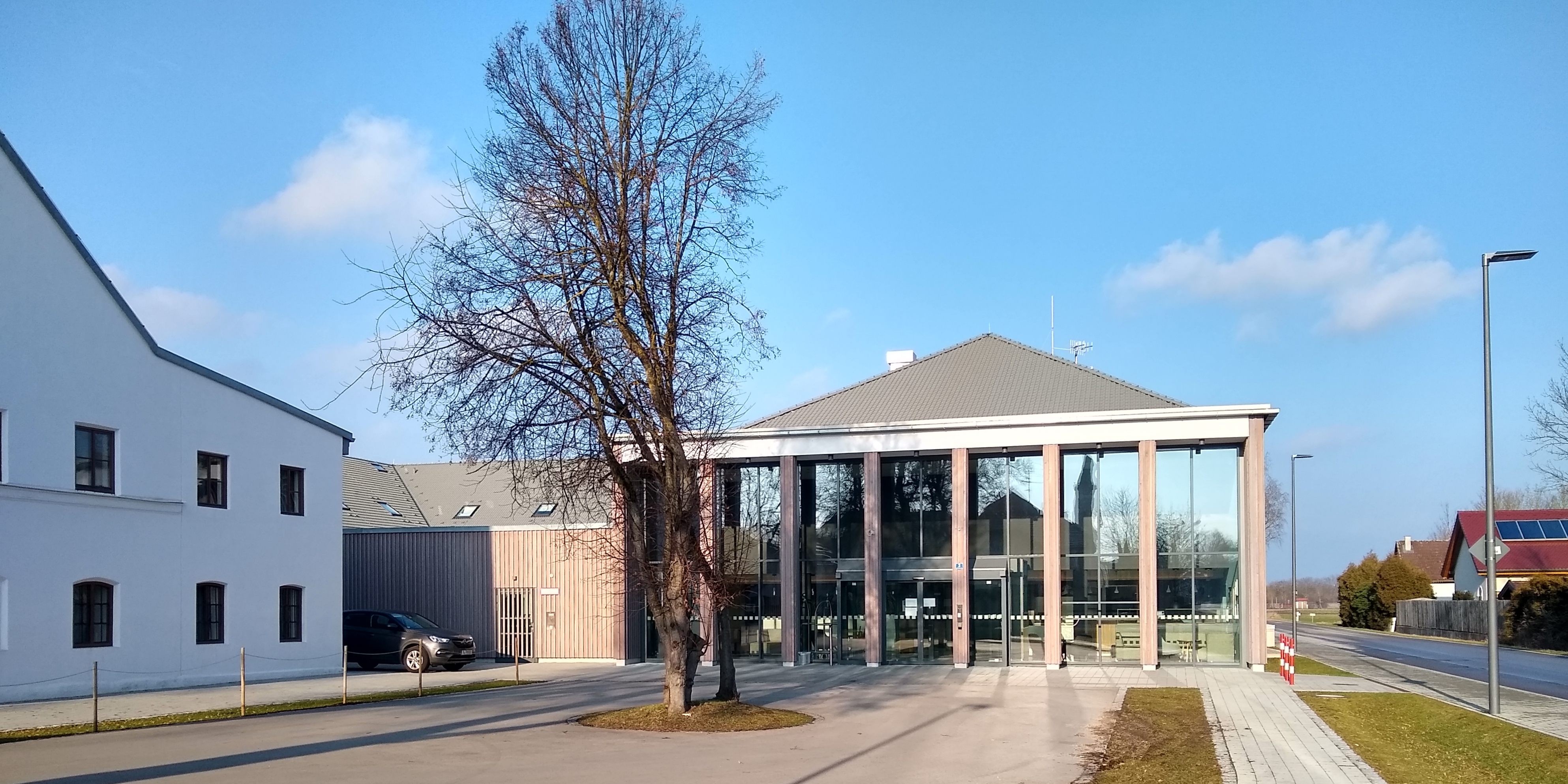
Hotelanlage direkt hinter dem ehemaligen Gasthaus